# Breuil-la-Réorte

Breuil-la-Réorte este o comună în departamentul Charente-Maritime, Franța. În 1 ianuarie 2022 avea o populație de 473 de locuitori.